# Лондон-Сіті (аеропорт)
Лондон-Сіті (IATA: LCY, ICAO: EGLC) (англ. London City Airport) — аеропорт з єдиною злітно-посадковою смугою, призначеною для використання літаків з коротким злетом і посадкою, обслуговуючий переважно ділові райони Лондона. Розташований в районі Доклендс, Ньюем у Східному Лондоні, Англія, був побудований компанією Mowlem в 1986-1987 роках.
Є хабом для:
- British Airways

## Історія

### Ідея та будівництво
Ідея будівництва аеропорту була запропонована в 1981 Реджо Вардом, керівником тільки створеної тоді компанії «London Docklands Development Corporation» (LDDC) з метою розвитку району Доклендс. Після переговорів з Філіпом Беком (керівником Mowlem , однією з найбільших будівельних компаній Великої Британії), будівництво аеропорту стало реальністю. У листопаді цього ж року Mowlem та Brymon Airways представили в LDDC план аеропорту зі злітно-посадковою смугою і виходом до міста
27 червня 1982 літак de Havilland Canada Dash 7 приземлився у Докленді, продемонструвавши можливість будівництва аеропорту з короткою злітно-посадковою смугою. Роком пізніше LDDC опублікувала результати опитування громадської думки жителів району, який показав, що більшість опитаних висловилися на користь будівництва аеропорту, і «Моулу» розпочав роботи з проектування об'єкта.
Дозвіл на будівництво об'єкта було отримано у 1986 році.
Будівництво розпочалося незабаром після отримання дозволу, 29 травня 1986 року принц Чарльз заклав наріжний камінь у фундамент терміналу. Перший літак приземлився 31 травня 1987 року, перший комерційний рейс здійснено 26 жовтня 1987 року. Єлизавета II офіційно відкрила «Лондон-Сіті» в листопаді 1987 року.

### Розвиток аеропорту
У 1988 році, перший повний рік роботи, аеропорт обслужив 133 000 пасажирів. Найперші регулярні рейси сполучили Лондон з Парижем , Амстердамом та Роттердамом . Зі злітно-посадковою смугою завдовжки лише 1080 м та глісадою 7,5 ° аеропорт міг приймати вельми обмежене кількість типів літаків, переважно Dash 7 та Dornier Do 228 . У 1989 керівництво аеропорту представило заявку на проектування збільшення довжини злітно-посадкової смуги, щоб аеропорт міг приймати більшу кількість типів літаків
У 1990 році аеропорт обслужив 230 000 пасажирів, але показники сильно впали особливо після війни у Перській затоці і не поверталися до 1993 року, в якому було перевезено 245 000 пасажирів. До цього часу було проведено розширення злітно-посадкової смуги, її було відкрито 5 березня 1992 року. Глісада була зменшена до 5,5 °, що було все ще досить високо для європейського аеропорту, але досить, щоб приймати широкий спектр типів літаків, включаючи BAe 146
В 1995 році кількість перевезених пасажирів досягла півмільйона, і Mowlem продала аеропорт ірландському бізнесмену Дермот Десмонду. За п'ять років кількість перевезених пасажирів досягла 1 580 000, при цьому відбулося 52 000 рейсів за рік. В 2002 році відкрився новий кейтеринг для корпоративної авіації, а також додаткові стоянки літаків в західному кінці перону. В 2003 році з'явилося місце для очікування зльоту в східному кінці злітно-посадкової смуги, яке дало можливість літакам, які чекають на зліт, перебувати там під час посадки іншого літака.
30 листопада 2006 року аеропорт був проданий консорціуму, в який увійшли AIG, GE Capital та Credit Suisse 

## Аеропорт на початок ХХІ сторіччя

### Робота аеропорту
На аеропорт накладені суворі обмеження на рівень шумового впливу від літаків . З урахуванням фізичних параметрів злітно-посадкової смуги і крутої глісади типи літаків, які може приймати Лондон-Сіті, обмежені.
Середньомагістральні літаки, прийняті «Лондон-Сіті», включають типи: ATR 42, DHC Dash 8, BAe-146 Whisperjet, Dornier Do 328, Embraer ERJ 145, Embraer E-Jet, Fokker 70, Fokker 50 та Saab 2000. Крім того, в 2006 пройшла успішна перевірка на можливість прийому Airbus A318 (наприкінці British Airways використовує бізнес-варіант цієї моделі зі збільшеною дальністю рейси з Лондон-Сіті до Нью-Йорку).
Також аеропорт приймає корпоративні літаки, такі як Beechcraft Super King Air, Cessna 500, Hawker 400, Hawker 800, та варіанти Dassault Falcon. З екологічних причин заборонено обслуговування гелікоптерів.
Аеропорт відкритий для польотів з 5:30 до 21:00 з понеділка по п'ятницю, з 5:30 до 11:30 в суботу та з 11:30 по 21:00 в неділю. Закриття аеропорту на 24 години між 11:30 суботи та 11:30 неділі необхідно для того, щоб місцеві жителі відпочивали від шуму літаків
Аеропорт обмежений заповненими водою доками «Роял Альберт» і «Кінг Георг V» з півночі і півдня відповідно.

### Термінал
У терміналі є 26 стійок реєстрації та додаткові п'ять кіосків самообслуговування для пасажирів «British Airways», «Air France», «Lufthansa» і «Scandinavian Airlines System». В аеропорту є п'ятнадцять гейтів та відсутні телетрапи.

## Наземний транспорт

### Метро
Станція Аеропорт Лондон-Сіті лінії Доклендського легкого метро що примикає до будівлі терміналу дозволяє швидко дістатися Лондонського Сіті, також з лінії метро можливі пересадки на London Overground, Лондонське метро, TfL Rail, Abellio Greater Anglia, c2c та швидкісні поїзди Southeastern.

### Автобуси
Аеропорт обслуговує маршрути перевізника London Buses:
- 473  прямує до Стратфорду через Плейстоу і Північний Вулвіч
- 474 до Каннінг-Таун та Манор-Парк через Бектон та Іст-Хем

## Авіалінії та напрямки, лютий 2021
| Авіакомпанія                  | Пункт призначення |
| ----------------------------- | --- |
| Aer Lingus                    | Дублін |
| Alitalia                      | Мілан–Лінате |
| British Airways               | Амстердам, Белфаст-Сіті, Берлін, Біллунн, Дублін, Дюссельдорф, Единбург, Флоренція, Франкфурт, Женева, Глазго, Ібіца, Малага, Манчестер, Мілан–Лінате, Мюнхен, Ніцца, Пальма-де-Мальорка, Прага, Роттердам, Цюрих Сезонний: Бержерак, Шамбері, Фару, Менорка, Міконос, Кемпер, Сан-Себастьян,Санторіні, Скіатос, Спліт, Венеція |
| KLM                           | Амстердам |
| Loganair                      | Данді |
| LOT Polish Airlines           | Вільнюс, Варшава–Шопен |
| Lufthansa                     | Франкфурт |
| Luxair                        | Люксембург |
| Swiss International Air Lines | Женева, Цюрих |

## Статистика
Див. джерело запитів Вікіданих та джерела.